# 1841 aux échecs
| Années des échecs : 1838 - 1839 - 1840 - 1841 - 1842 - 1843 - 1844    |
| Décennies des échecs : 1810 - 1820 - 1830 - 1840 - 1850 - 1860 - 1870 |

Cet article présente les faits marquants de l'année 1841 aux échecs.

## Naissances
- 10 décembre : Joseph Henry Blackburne, qui domine les échecs britanniques de la deuxième moitié du XIXe siècle[1].